# 罗西尔塔·伊卡·普特里·萨里
罗西尔塔·伊卡·普特里·萨里（1996年7月6日—），印尼女子羽毛球運動員。

## 簡歷
2012年3月，罗西尔塔·伊卡·普特里·萨里与梅拉蒂·达伊瓦·奥克塔维亚尼出战羅馬尼亞羽毛球國際賽，在女双準決賽以0比2（20-22、19-21）不敌赛会2号种子、丹麦的桑德拉-玛丽亚·延森/萊恩·杰克斯菲德。
2013年6月，罗西尔塔·伊卡·普特里·萨里与梅拉蒂·达伊瓦·奥克塔维亚尼出战馬爾代夫羽毛球國際挑戰賽，在女双决赛以0比2（15-21、15-21）不敌队友的马雷塔·德亚·乔瓦尼/梅尔维拉·奥克拉莫纳，赢得亚军。同年8月，她与梅拉蒂·达伊瓦·奥克塔维亚尼出战新加坡羽毛球國際系列賽，在女双準決賽以1比2（14-21、24-22、17-21）不敌赛会头号种子、新加坡的欣塔·穆利亚·萨里/姚蕾。
2014年9月，罗西尔塔·伊卡·普特里·萨里与马雷塔·德亚·乔瓦尼出战越南羽毛球大獎賽，在女双决赛以2比1（21-19、15-21、21-10）力克队友的盖比·里斯蒂亚妮·伊马万/马哈德维·伊斯特拉尼·尼·克图特，夺得其首个大奖赛的冠军。同年10月，她与马雷塔·德亚·乔瓦尼出战保加利亞羽毛球國際賽，在女双準決賽以0比2（19-21、13-21）不敌队友的里琳·阿米莉亚/科马拉·戴维。同年11月，她与穆罕默德·里安·阿利安托出战巴林羽毛球國際挑戰賽，在混双準決賽以0比2（11-21、26-28）不敌队友的弗兰·库尔尼亚万·邓/科马拉·戴维。同期11月，她与马雷塔·德亚·乔瓦尼出战馬來西亞羽毛球國際挑戰賽，在女双决赛以0比2（14-21、17-21）不敌赛会头号种子、日本的栗原文音/篠谷菜留，赢得亚军。
2015年2月，罗西尔塔·伊卡·普特里·萨里与德拉·德斯迪亚拉·哈里斯出战奧地利羽毛球公開賽，在女双準決賽以1比2（20-22、21-19、19-21）不敌英格兰的希瑟·奥利弗/劳伦·史密斯。同年2月，她与德拉·德斯迪亚拉·哈里斯出战德國羽毛球黃金大獎賽，在女双决赛以1比2（18-21、21-17、9-21）不敌赛会2号种子、丹麦的克里斯汀娜·彼德森/卡米拉·吕特·尤尔，赢得亚军。同年11月，她与德拉·德斯迪亚拉·哈里斯出战馬來西亞羽毛球國際挑戰賽，在女双决赛以2比0（21-18、21-12）击败了赛会头号种子、泰国的查亚倪·查拉查兰/帕泰玛斯·门翁，赢得冠军。
2016年7月，罗西尔塔·伊卡·普特里·萨里与德拉·德斯迪亚拉·哈里斯出战越南羽毛球大獎賽，在女双决赛以2比0（21-11、21-15）击败了赛会5号种子、队友的蒂亚拉·罗萨莉娅·努莱达赫/里基·艾美莉雅·普拉蒂普塔，赢得冠军。同年9月，她与德拉·德斯迪亚拉·哈里斯出战印尼羽毛球大師賽，在女双準決賽以1比2（18-21、21-13、16-21）不敌赛会4号种子、韩国的蔡侑玎/金昭映。

## 主要比賽成績
只列出曾進入準決賽的國際賽事成績：
| 年份   | 賽事                     | 公開賽級別 | 項目     | 拍檔                       | 成績   |
| ------ | ------------------------ | ---------- | -------- | -------------------------- | ------ |
| 2012年 | 羅馬尼亞羽毛球國際賽     | 國際系列賽 | 女子雙打 | 梅拉蒂·达伊瓦·奥克塔维亚尼 | 準決賽 |
| 2013年 | 馬爾代夫羽毛球國際挑戰賽 | 國際挑戰賽 | 女子雙打 | 梅拉蒂·达伊瓦·奥克塔维亚尼 | 亞軍   |
| 2013年 | 新加坡羽毛球國際系列賽   | 國際系列賽 | 女子雙打 | 梅拉蒂·达伊瓦·奥克塔维亚尼 | 準決賽 |
| 2013年 | 世界青年羽毛球錦標賽     | 其他       | 混合團體 | －                         | 亞軍   |
| 2014年 | 世界青年羽毛球錦標賽     | 其他       | 混合團體 | －                         | 亞軍   |
| 2014年 | 世界青年羽毛球錦標賽     | 其他       | 女子雙打 | 阿普里亚尼·拉哈育          | 亞軍   |
| 2014年 | 世界青年羽毛球錦標賽     | 其他       | 混合雙打 | 穆罕默德·里安·阿利安托     | 亞軍   |
| 2014年 | 越南羽毛球大獎賽         | 大獎賽     | 女子雙打 | 马雷塔·德亚·乔瓦尼         | 冠軍   |
| 2014年 | 保加利亞羽毛球國際賽     | 國際挑戰賽 | 女子雙打 | 马雷塔·德亚·乔瓦尼         | 準決賽 |
| 2014年 | 巴林羽毛球國際挑戰賽     | 國際挑戰賽 | 混合雙打 | 穆罕默德·里安·阿利安托     | 準決賽 |
| 2014年 | 馬來西亞羽毛球國際挑戰賽 | 國際挑戰賽 | 女子雙打 | 马雷塔·德亚·乔瓦尼         | 亞軍   |
| 2015年 | 奧地利羽毛球公開賽       | 國際挑戰賽 | 女子雙打 | 德拉·德斯迪亚拉·哈里斯     | 準決賽 |
| 2015年 | 德國羽毛球黃金大獎賽     | 黃金大獎賽 | 女子雙打 | 德拉·德斯迪亚拉·哈里斯     | 亞軍   |
| 2015年 | 馬來西亞羽毛球國際挑戰賽 | 國際挑戰賽 | 女子雙打 | 德拉·德斯迪亚拉·哈里斯     | 冠軍   |
| 2016年 | 中國羽毛球大師賽         | 黃金大獎賽 | 女子雙打 | 德拉·德斯迪亚拉·哈里斯     | 準決賽 |
| 2016年 | 越南羽毛球大獎賽         | 大獎賽     | 女子雙打 | 德拉·德斯迪亚拉·哈里斯     | 冠軍   |
| 2016年 | 印尼羽毛球大師賽         | 黃金大獎賽 | 女子雙打 | 德拉·德斯迪亚拉·哈里斯     | 準決賽 |
| 2017年 | 泰國羽毛球大師賽         | 黃金大獎賽 | 女子雙打 | 格雷西娅·波利              | 準決賽 |
| 2017年 | 東南亞運動會羽毛球比賽   | 其他       | 女子團體 | －                         | 銅牌   |

| 2007-2017年 | 首要超級賽 | 超級賽 | 黃金大獎賽 | 大獎賽 | 國際挑戰賽 | 國際系列賽 | 未來系列賽 | 其他 |

| 2018-2026年 | 總決賽 | 超級1000賽 | 超級750賽 | 超級500賽 | 超級300賽 | 超級100賽 | 國際挑戰賽 | 國際系列賽 | 未來系列賽 | 其他 |